# Оља Карлеуша
Олгица Оља Карлеуша (Београд, 15. октобар 1980) српска је поп-фолк певачица. Њене хит-песме су Исто умире и ко пуца и ко гине и Робија.

## Биографија
Рођена је 15. октобра 1980. у Београду. Завршила је Правно-биротехничку школу у Земуну и Правни факултет.
Каријеру је започела 2002. године и до сада је снимила четири албума. Године 2007. учествовала је у Великом брату и остала у кући до последњег дана.
Оља Карлеуша и Јелена Карлеуша су даљи род.
Њена песма Зицер је постала популарна и ван Балкана јер је пуштана на кошаркашким утакмицама у којима игра Никола Јокић.

## Дискографија
Албуми
- Жене лавице (2003)
- Љубавна терапија (2005)
- Брусхалтер (2007)
- Зицер (2010)

Познате песме
- Жене лавице (2003)
- Опасно мушки безобразно (2005)
- Мамин сине (2007)
- Зицер (2010)
- Поље камилице (2011)

#### Видеографија
| Спот                           | Г    | Режисер                 |
| ------------------------------ | ---- | ----------------------- |
| Минут                          | 2009 | —                       |
| Луда ноћ                       | 2012 | MVM видео продукција    |
| Небулоза                       | 2013 | Андреј Илић             |
| Исто умире и ко пуца и ко гине | 2014 | ДМ САТ видео продукција |
| Мазохиста                      | 2015 | ДМ САТ видео продукција |
| Лажи слатке                    | 2016 | Андреј Илић             |
| Нису важне године              | 2018 | Марко Тодоровић         |
| Емотивна експлозивна           | 2018 | ДМ САТ видео продукција |
| Тебе да гледам/Песма за сина   | 2025 | Марко Арсић             |
| Хтио,мог'о или мор'о           | 2025 | Марко Арсић             |